# Sjoerd Bonting
Sjoerd Lieuwe Bonting (Amsterdam, 6 oktober 1924 - Goor, 2 maart 2013) was een Nederlands hoogleraar biochemie, theoloog en anglicaans priester. Hij stond vooral bekend als voorvechter van de dialoog tussen natuurwetenschappen en christelijk geloof en ontwikkelaar van wat hij chaostheologie noemde.

## Biografie
Sjoerd L. Bonting groeide op in een onkerkelijk gezin. Hij ging als jonge atheïst aan de Universiteit van Amsterdam scheikunde studeren. Hij kwam tot bekering door een gereformeerde medestander in de socialistische jongerenbeweging van de nieuwe Partij van de Arbeid. Na zijn promotie tot doctor in de scheikunde ging hij in 1952 naar de Verenigde Staten om zijn onderzoek voort te zetten aan de National Institutes of Health. Daar sloot hij zich aan bij de episcopaalse kerk. Vanuit zijn verlangen om priester-wetenschapper te worden studeerde hij in zijn vrije tijd theologie. In 1964 werd hij tot Anglicaans priester gewijd en in 1965 ging hij na een korte periode in Cambridge terug naar Nederland om de leerstoel biochemie aan de Katholieke Universiteit Nijmegen te aanvaarden. Naast zijn academisch werk stichtte hij ook vier Anglicaanse gemeenten in Nederland (Nijmegen, Eindhoven, Arnhem, Twente). In 1985 ging hij terug naar de Verenigde Staten om wetenschappelijk adviseur van NASA te worden voor de ontwikkeling van het biologisch onderzoek. In 1993 ging hij met pensioen en hij ging daarom terug naar Nederland. Hij begon met het schrijven van boeken en artikelen over natuurwetenschappen, christelijk geloof, ontkerkelijking, bio-ethische vraagstukken, onsterfelijkheid en zijn chaostheologie.

## Chaostheologie
De vraag waarop Sjoerd Bonting met zijn chaostheologie aanvankelijk een antwoord op zocht is hoe God de wereld heeft geschapen en hoe hij actief aanwezig kan zijn in de schepping. Deze vraag is belangrijk geworden vanwege ontwikkelingen in de natuurwetenschappen in de laatste 150 jaar. Daarbij gaat hij uit van een aantal wetenschappelijke gegevens die niet ter discussie staan: de ontwikkeling van de kosmos en de evolutionaire ontwikkeling van het leven inclusief de mens (zie Schepping en evolutie, 1996). Vervolgens stelt hij vragen bij het christelijke dogma van schepping uit het niets(Creatio ex nihilo) (zie Mens, chaos en verzoening, 1998). Hij vindt hiervoor onvoldoende basis in de Bijbel en het dogma is vanuit wetenschappelijk én theologisch perspectief onbegrijpelijk. Dus moet God de wereld vanuit een reeds bestaande chaos geschapen hebben. 
God ordent maar er blijft altijd chaos bestaan. Die chaos ziet Bonting als de oorzaak van het kwaad maar tegelijk ook als een bron van vrijheid en creativiteit. Dat Jezus zonder zonde leefde betekent dat het negatieve aspect van de chaos op Jezus geen vat heeft. Daarom is Jezus een cruciale stap in de voltooiing van het scheppingsproces. Dat ziet Bonting als de verwijdering van het negatieve chaoselement. Aldus beschouwt Bonting het denken vanuit de chaos als sleutel om de problemen in de scheppingstheologie, de christologie, en de eschatologie op te lossen en als een oplossing voor de theodicee (oorzaak van het kwaad) en als middel om de dialoog tussen natuurwetenschappen en theologie in stand te houden.
Hoewel het denken van Bonting verwantschap vertoont met de procestheologie in zijn afwijzing van schepping uit het niets zijn er ook verschillen. Zo ziet Bonting de filosofie niet als een nuttige gesprekspartner in zowel de dialoog tussen theologie en wetenschappen als in de ontwikkeling van een theologie die aansluit op de hedendaagse wetenschappelijke kennis. Een kritiek op Bonting is dan ook dat zijn aanpak simplistisch is doordat hij niet eerst een filosofische kritiek op zowel de geloofsleer als de wetenschappen ontwikkelt om vervolgens een metafysica uit te werken zoals procestheologen dat met de filosofie van Alfred North Whitehead doen. Voor Bonting is de filosofie echter een omweg die leidt tot obscuur taalgebruik en verwarring, zodanig dat de leek - gelovig of ongelovig - wordt afgeschrikt. Bovendien wordt op die manier de Bijbel verwaarloosd en loopt men wetenschappelijk te veel achter de feiten aan. Daarom is Bonting met zijn chaostheologie niet op zoek naar één geïntegreerd en volledig uitgewerkt wereldbeeld. Een dialoog tussen de twee wereldbeelden die elk hun waarde hebben moet blijven bestaan.